# نميمة
النميمة لغةً:

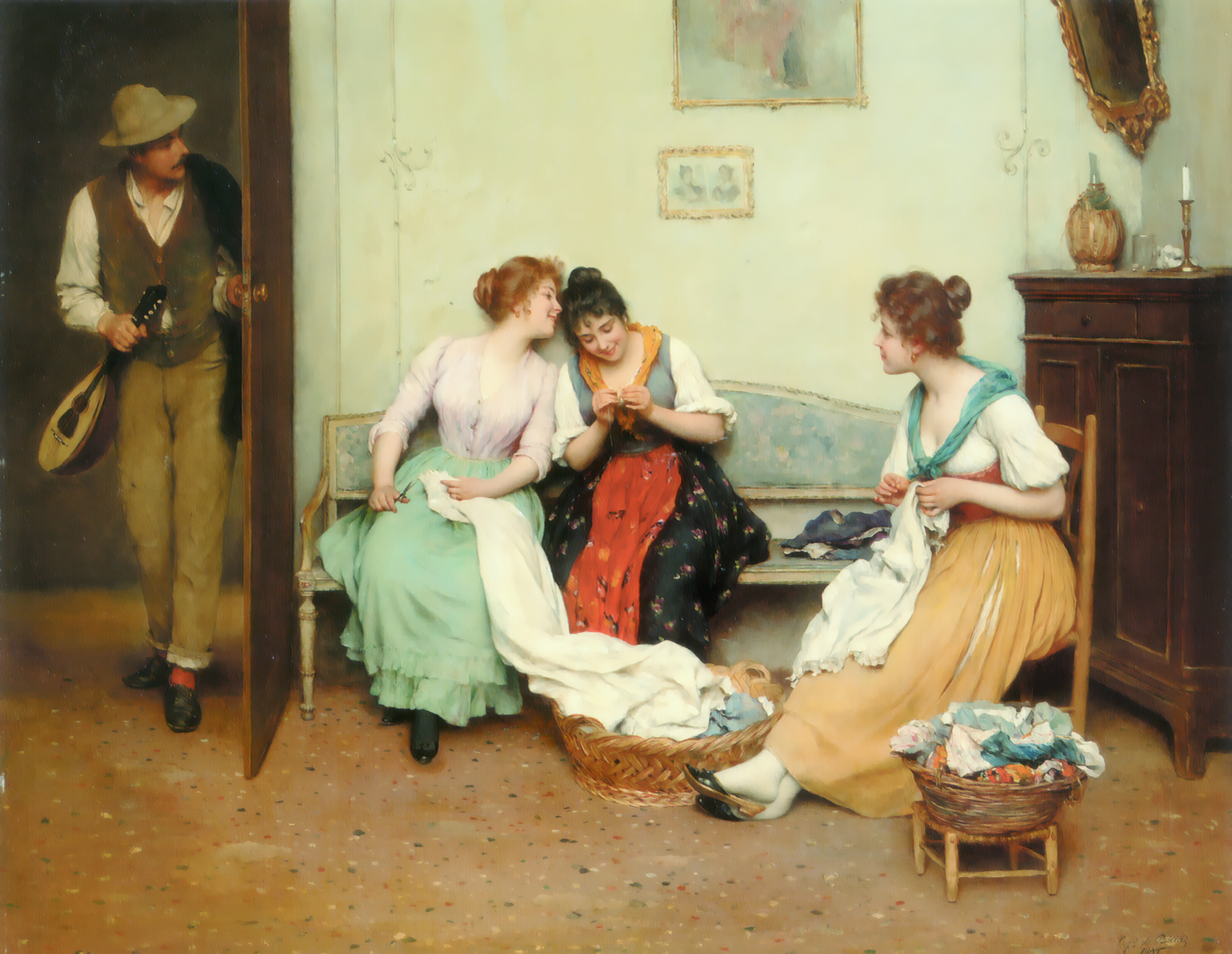

النَّمُّ: رَفْع الحديثِ على وجه الإشاعةِ والإفْسادِ. وقيل: تَزْيينُ الكلام بالكذب. من نمَّ يَنِمُّ ويَنُمُّ، فهو نَمومٌ ونَمَّامٌ ومِنَمٌّ، ونَمٌّ، من قَوْمٍ نَمِّينَ وأنِمَّاءَ ونُمٍّ، وهي نَمَّةٌ، ويقال للنَّمَّام القَتَّاتُ، ونَمَّامٌ مُبَالَغَةٌ، والاسمُ النَّمِيمَة، وأصل هذه المادة يدلُّ على إظهار شيء وإبرازه.
والنَّمِيمَة اصطلاحًا:
(نَقْلُ الحديث من قومٍ إلى قوم على جهة الإفْسادِ والشَّرِّ).
وعرفها الغزالي بقوله: (إفشاء السرِّ، وهتك الستر عما يكره كشفه).
وقيل هي: (التحريش بين النَّاس والسعي بينهم بالإفساد).

## الفرق بين النميمة وبعض الصفات الآخرى

### الفرق بين الغِيبَة والنَّميمة
قال ابن حجر: (اختُلِفَ في الغيبة والنَّمِيمَة، هل هما متغايرتان أو متَّحدتان، والراجح التغاير، وأن بينهما عمومًا وخصوصًا وجيهًا؛ وذلك لأنَّ النَّمِيمَة نقل حال شخص لغيره على جهة الإفساد بغير رضاه، سواء كان بعلمه أم بغير علمه.
والغيبة ذكره في غيبته بما لا يرضيه، فامتازت النَّمِيمَة بقصد الإفساد، ولا يشترط ذلك في الغيبة. وامتازت الغيبة بكونها في غيبة المقول فيه، واشتركا في ما عدا ذلك.
ومن العلماء من يشترط في الغيبة أن يكون المقول فيه غائبًا، والله أعلم).
وقال الهيتمي: (كل نميمة غيبة، وليس كل غيبة نميمة، فإن الإنسان قد يذكر عن غيره ما يكرهه، ولا إفساد فيه بينه وبين أحد، وهذا غيبة، وقد يذكر عن غيره ما يكرهه وفيه إفساد، وهذا غيبة، ونميمة معًا).

### الفرق بين النَّمَّام والقَتَّات
قيل: النمام الذي يكون مع جماعة يتحدثون حديثا فينم عليهم.
والقتَّات: الذي يتسمع عليهم وهم لا يعلمون ثم ينم.

## النميمة في الإسلام

### ذم النميمة في القرآن
قال عز وجل (في سورة القلم): ﴿وَلَا تُطِعْ كُلَّ حَلَّافٍ مَهِينٍ ۝١٠ هَمَّازٍ مَشَّاءٍ بِنَمِيمٍ ۝١١ مَنَّاعٍ لِلْخَيْرِ مُعْتَدٍ أَثِيمٍ ۝١٢ عُتُلٍّ بَعْدَ ذَلِكَ زَنِيمٍ ۝١٣﴾ [القلم:10–13]
جاء في تفسير ابن كثير: قوله تعالى ((مشاءٍ بنميم))، أي: الذي يمشي بين الناس ويحرش بينهم وينقل الحديث لفساد ذات البين، وهي الحالقة).
وقال تعالى (في سورة الهمزة): ﴿وَيْلٌ لِكُلِّ هُمَزَةٍ لُمَزَةٍ ۝١﴾ [الهمزة:1]
قيل: (اللُّمزة: النَّمَّام). عن أبي الجوزاء، قال: قلت لابن عباس: من هؤلاء؟ هم الذين بدأهم الله بالويل؟ قال: هم المشاءون بالنَّمِيمَة، المفرِّقون بين الأحبَّة، الباغون أكبر العيب.

### ذم النميمة في السنة النبوية
| نميمة | ((لا يدخل الجنة نمَّام))، وفي رواية ((قتَّات)). | نميمة |

| نميمة | ((ألا أُنبئكم ما العضة؟ هي النَّمِيمَة القالة بين النَّاس)). | نميمة |

قال المناوي: (... ((القالة بين النَّاس)). أي: كثرة القول، وإيقاع الخصومة بينهما، فيما يحكى للبعض عن البعض، وقيل: القالة بمعنى المقولة، وزعم بعضهم أنَّ القالة هنا جمع، وهم الذين ينقلون الكلام، ويوقعون الخصومة بين الناس).
| نميمة | ((مرَّ النَّبي ﷺ بقبرين، فقال: إنَّهما ليعذَّبان، وما يعذَّبان في كبير أمَّا أحدهما: فكان لا يستتر من البول، وأمَّا الآخر: فكان يمشي بالنَّمِيمَة فأخذ جريدة رطبة، فشقَّها نصفين، فغرز في كلِّ قبر واحدة فقالوا: يا رسول الله، لم فعلت هذا؟ قال: لعلَّه يخفِّف عنهما ما لم ييبسا)). | نميمة |

### ذم النميمة في كتب العلماء
- قال رجل لعمر بن الخطَّاب : (يا أمير المؤمنين، احذر قاتل الثَّلاثة، قال: ويلك، من قاتل الثَّلاثة؟ قال: الرَّجل يأتي الإمام بالحديث الكذب، فيقتل الإمام ذلك الرَّجل بحديث هذا الكذَّاب، ليكون قد قتل نفسه، وصاحبه، وإمامه).
- وروي أنَّ سليمان بن عبد الملك كان جالسًا وعنده الزهري، فجاءه رجل فقال له سليمان: بلغني أنَّك وقعت فيَّ، وقلت كذا وكذا. فقال الرجل: ما فعلت ولا قلت. فقال سليمان: إن الذي أخبرني صادق، فقال له الزهري: لا يكون النَّمام صادقًا. فقال سليمان: صدقت، ثُمَّ قال للرجل: اذهب بسلام.
- وقال الحسن: (من نمَّ إليك نمَّ عليك).
- وعن عطاء بن السَّائب، قال:(قدمت من مكَّة، فلقيني الشَّعبيُّ، فقال: يا أبا زيدٍ! أطرفنا ممَّا سمعت بمكَّة، فقلت: سمعت عبد الرَّحمن بن سابطٍ يقول: لا يسكن مكَّة سافك دمٍ، ولا آكل ربًا، ولا مشَّاءٍ بنميمةٍ، فعجبت منه حين عدل النَّمِيمَة بسفك الدَّم وأكل الرِّبا، فقال الشَّعبيُّ: وما يعجبك من هذا؟! وهل يسفك الدَّم وتركب العظائم إلَّا بالنَّمِيمَة؟!).
- وقال ابن حزم: (وما في جميع الناس شرٌّ من الوشاة، وهم النَّمَّامون، وإنَّ النَّمِيمَة لطبع يدلُّ على نتن الأصل، ورداءة الفرع، وفساد الطبع، وخبث النشأة، ولابد لصاحبه من الكذب؛ والنَّمِيمَة فرع من فروع الكذب، ونوع من أنواعه، وكلُّ نمام كذاب).
- ويقال: (عمل النَّمام أضرُّ من عمل الشيطان، فإنَّ عمل الشيطان بالوسوسة، وعمل النَّمام بالمواجهة).
-ى قال بعض العلماء: (يُفسدُ النَّمَّام في ساعة ما لا يفسد الساحر في شهر، ولترغيب الشارع في الإصلاح بين الناس أباح الكذب فيه، ولزجره على الإفساد حرم الصدق فيه).

## أنواع النميمة
1- المحرمة:
هي نقل الكلام بين الناس على جهة الإفساد والإيقاع بينهم، دون وجود مصلحة شرعية في نقل الكلام.
2- الواجبة:
وهي التي تكون للتحذير من شرٍّ واقع على إنسان ما، فيُخبر بذلك الشر ليحذره.
وقال ابن الملقن وهو يتحدث عن النَّمِيمَة: (أمَّا إذا كان فعلها نصيحة في ترك مفسدة أو دفع ضرر، وإيصال خير يتعلق بالغير لم تكن محرمة ولا مكروهة، بل قد تكون واجبة أو مستحبة).
قال النووي: (وهذا كله إذا لم يكن في النقل مصلحة شرعية، وإلا فهي مستحبة، أو واجبة، كمن اطلع من شخص أنه يريد أن يؤذي شخصًا ظلمًا فحذَّره منه).
3- المباحة:
- إذا كان لحاجة تقتضيها مصلحة المسلمين عامةً، كالإيقاع بين الأعداء بعضهم بعضًا:

قال رسول الله ﷺ: ((الحرب خدعة)).
كما فعل نعيم بن مسعود  في تفريقه بين كلمة الأحزاب وبين قريظة، وجاء إلى هؤلاء فنمى إليهم عن هؤلاء كلامًا، ونقل من هؤلاء إلى أولئك شيئًا آخر، ثم لأم بين ذلك، فتناكرت النفوس وافترقت.
- لإصلاح ذات بين الناس:

قال رسول الله صلى الله عليه وسلم: ((ليس بالكذَّاب من يَنمَّ خيرًا)).

## ما يتوجب على المسلم عند سماع النميمة
1- عليه نصحه وزجره:
قول النَّبي ﷺ: ((من رأى منكم منكرًا فليغيره بيده، فإن لم يستطع فبلسانه، فإن لم يستطع فبقلبه، وذلك أضعف الإيمان)).
قال تعالى (في سورة لقمان): ﴿يَا بُنَيَّ أَقِمِ الصَّلَاةَ وَأْمُرْ بِالْمَعْرُوفِ وَانْهَ عَنِ الْمُنْكَرِ وَاصْبِرْ عَلَى مَا أَصَابَكَ إِنَّ ذَلِكَ مِنْ عَزْمِ الْأُمُورِ ۝١٧﴾ [لقمان:17]
2- عدم الجزم فيما يقول:
قال رجل لعمر بن الخطاب : (يا أمير المؤمنين، احذر قاتل الثَّلاثة، قال: ويلك، من قاتل الثَّلاثة؟ قال: الرَّجل يأتي الإمام بالحديث الكذب، فيقتل الإمام ذلك الرَّجل بحديث هذا الكذَّاب، ليكون قد قتل نفسه، وصاحبه، وإمامه).
3- ألا يتسرع بإبغاضه أو الانتقام منه، بل يظن به خيرًا:
قال تعالى (في سورة الحجرات): ﴿يَا أَيُّهَا الَّذِينَ آمَنُوا اجْتَنِبُوا كَثِيرًا مِنَ الظَّنِّ إِنَّ بَعْضَ الظَّنِّ إِثْمٌ وَلَا تَجَسَّسُوا وَلَا يَغْتَبْ بَعْضُكُمْ بَعْضًا أَيُحِبُّ أَحَدُكُمْ أَنْ يَأْكُلَ لَحْمَ أَخِيهِ مَيْتًا فَكَرِهْتُمُوهُ وَاتَّقُوا اللَّهَ إِنَّ اللَّهَ تَوَّابٌ رَحِيمٌ ۝١٢﴾ [الحجرات:12]
4- التحقق من مقولته:
قال تعالى (في سورة الحجرات): ﴿يَا أَيُّهَا الَّذِينَ آمَنُوا إِنْ جَاءَكُمْ فَاسِقٌ بِنَبَإٍ فَتَبَيَّنُوا أَنْ تُصِيبُوا قَوْمًا بِجَهَالَةٍ فَتُصْبِحُوا عَلَى مَا فَعَلْتُمْ نَادِمِينَ ۝٦﴾ [الحجرات:6]

## حُكْم النميمة
النميمة محرمة بإجماع المسلمين وقد تظاهرت على تحريمها الأدلة الصريحة من الكتاب والسنة وإجماع الأمة وهي كبيرة من كبائر الذنوب.
فإذا رأيت من نفسك إيذاء لأخيك أو أختك في الله بالغيبة أو بالسب أو بالنميمة أو بالكذب أو غير هذا، فاعرف أن إيمانك ناقص وأنك ضعيف الإيمان، لو كان إيمانك مستقيما كاملا لما فعلت ما فعلت من ظلم أخيك. فقد قال رسول الله ﷺ: «لا يدخل الجنة نمام».
ومن آثارها التَّفرقة بين الناس، قلق القلب، عارٌ للناقل والسامع، حاملة على التجسُّس لمعرفة أخبار الناس، حاملة على القتل، وعلى قَطْع أرْزَاق النَّاس.

### عقابها
جاء في الحديث: «لا يَدْخُلُ الجَنَّةَ نَمَّامٌ».
ذكر القرآن الكريم : (وَلَا تُطِعْ كُلَّ حَلَّافٍ مَهِينٍ. هَمَّازٍ مَشَّاءٍ بِنَمِيمٍ) (سورة القلم:10,11)
تفسير الطبري
النَّمَّامُ شُؤْمٌ لَا تَنْزِلُ الرَّحمة على قوم هو فيهم.
النميمة من الأسباب التي توجب عذاب القبر لما روى ابن عباس "ما أن رسول الله ﷺ مر بقبرين فقال إنهما يعذبان وما يعذبان في كبير ثم قال بلى كان أحدهما لا يستتر من بوله وكان الآخر يمشي بالنميمة" متفق عليه.
في حديث أحمد: «شِرَارُ عباد الله المشَّاءون بالنَّميمة المُفرِّقون بين الأحبَّة البَاغون للبرآء العَيْب».
النَّمَّام هو إنسان ذو وجهين يقابل كل من يعاملهم بوجه، فهو كالحرباء يتلون بحسب الموقف الذي يريده وقد حذر النبي ﷺ من أمثال هؤلاء فقال: ((تجد من شر الناس يوم القيامة، عند الله، ذا الوجهين الذي يأتي هؤلاء بوجه وهؤلاء بوجه)).

### الأمور التي تساعد على النميمة
إن مما يدفع الناس إلى النميمة بواعث خفية منها:
1. جهل البعض بحرمة النميمة وأنها من كبائر الذنوب وأنها تؤدي إلى شر مستطير وتفرق بين الأحبة.
2. ما في النفس من غل وحسد.
3. مسايرة الجلساء ومجاملتهم والتقرب إليهم وإرادة إيقاع السوء على من ينم عليه.
4. أراد التصنع ومعرفة الأسرار والتفرس في أحوال الناس فينم عن فلان ويهتك ستر فلان.

## آثار النميمة
1- تقطيع الصلات في المجتمع، وتنشر العداوة والبغضاء:
- روي أنَّ سليمان بن عبد الملك كان جالسًا وعنده الزهري، فجاءه رجل فقال له سليمان: بلغني أنَّك وقعت فيَّ، وقلت كذا وكذا. فقال الرجل: ما فعلت ولا قلت. فقال سليمان: إن الذي أخبرني صادق، فقال له الزهري: لا يكون النَّمام صادقًا. فقال سليمان: صدقت، ثُمَّ قال للرجل: اذهب بسلام.
2- تحلق الدين:
قال النَّبي ﷺ: ((ألا أخبركم بأفضل من درجة الصلاة والصيام والصدقة؟ قالوا: بلى يا رسول الله، قال: إصلاح ذات البيِّن، فإن فساد ذات البيِّن هي الحالقة، لا أقول تحلق الشعر ولكن تحلق الدِّين)).
3- تمنع سقيا المطر:
روى كعبٌ: أنَّه أصاب بني إسرائيل قحطٌ، فاستسقى موسى ﷺ مرَّاتٍ فما أجيب، فأوحى الله تعالى إليه أنِّي لا أستجيب لك ولا لمن معك، وفيكم نمَّامٌ، قد أصرَّ على النَّمِيمَة، فقال موسى: يا رب من هو حتَّى نخرجه من بيننا؟ فقال: يا موسى أنهاكم عن النَّمِيمَة، وأكون نمَّامًا؟! فتابوا بأجمعهم فسُقُوا.
3-  يحرم الجنة وطريق موصلٍ إلى النار:
وقال تعالى (في سورة الهمزة): ﴿وَيْلٌ لِكُلِّ هُمَزَةٍ لُمَزَةٍ ۝١﴾ [الهمزة:1]
عن حذيفة  قال: قال رسول الله صلى الله عليه وسلم: ((لا يدخل الجنة نمَّام))، وفي رواية ((قتَّات)).
4- تورث صاحبها الذل:
قال عز وجل (في سورة القلم): ﴿وَلَا تُطِعْ كُلَّ حَلَّافٍ مَهِينٍ ۝١٠ هَمَّازٍ مَشَّاءٍ بِنَمِيمٍ ۝١١﴾ [القلم:10–11]
5- النَّمِيمَة تفسد الدين والدنيا:
قال ابن الجوزي: (النَّمِيمَة تفسد الدين والدنيا، وتغيِّر القلوب، وتولِّد البغضاء، وسفك الدماء، والشتات).

## أقوال وأمثال في النميمة
- وقال بعض الأدباء: (لم يمش ماشٍ شرٌّ من واشٍ).
- وقالوا: (النَّمِيمَة أرثة العداوة).[31] ر[الأرثة والإراث: اسم لما تؤرث به النَّار، أي: النَّميمة وقود نار العداوة].
- قال بعض الحكماء: (السَّاعي بين منزلتين قبيحتين: إمَّا أن يكون صدق فقد خان الأمانة، وإمَّا أن يكون قد كذب فخالف المروءة)].[32]
- قال حماد بن سلمة: باع رجل عبدًا، وقال للمشتري: ما فيه عيب إلا النَّمِيمَة. قال: رضيت. فاشتراه، فمكث الغلام أيَّامًا، ثم قال لزوجة مولاه: إنَّ سيدي لا يحبك، وهو يريد أن يتسرى عليك، فخذي الموسى واحلقي من شعر قفاه عند نومه شعرات، حتى أسحره عليها فيحبَّك. ثم قال للزَّوج: إنَّ امرأتك اتخذت خليلًا، وتريد أن تقتلك، فتناوم لها حتى تعرف ذلك. فتناوم لها، فجاءت المرأة بالموسى، فظن أنَّها تريد قتله، فقام إليها فقتلها، فجاء أهل المرأة فقتلوا الزَّوج، ووقع القتال بين القبيلتين.[33]

## النميمة في شعر العرب
قال أحد الشعراء:
وقال آخر:
وقال آخر:
وقال غيره:

## وصلات خارجية
- الموسوعة الشاملة: تعريف النميمة